# Lý thuyết gieo cấy truyền thông

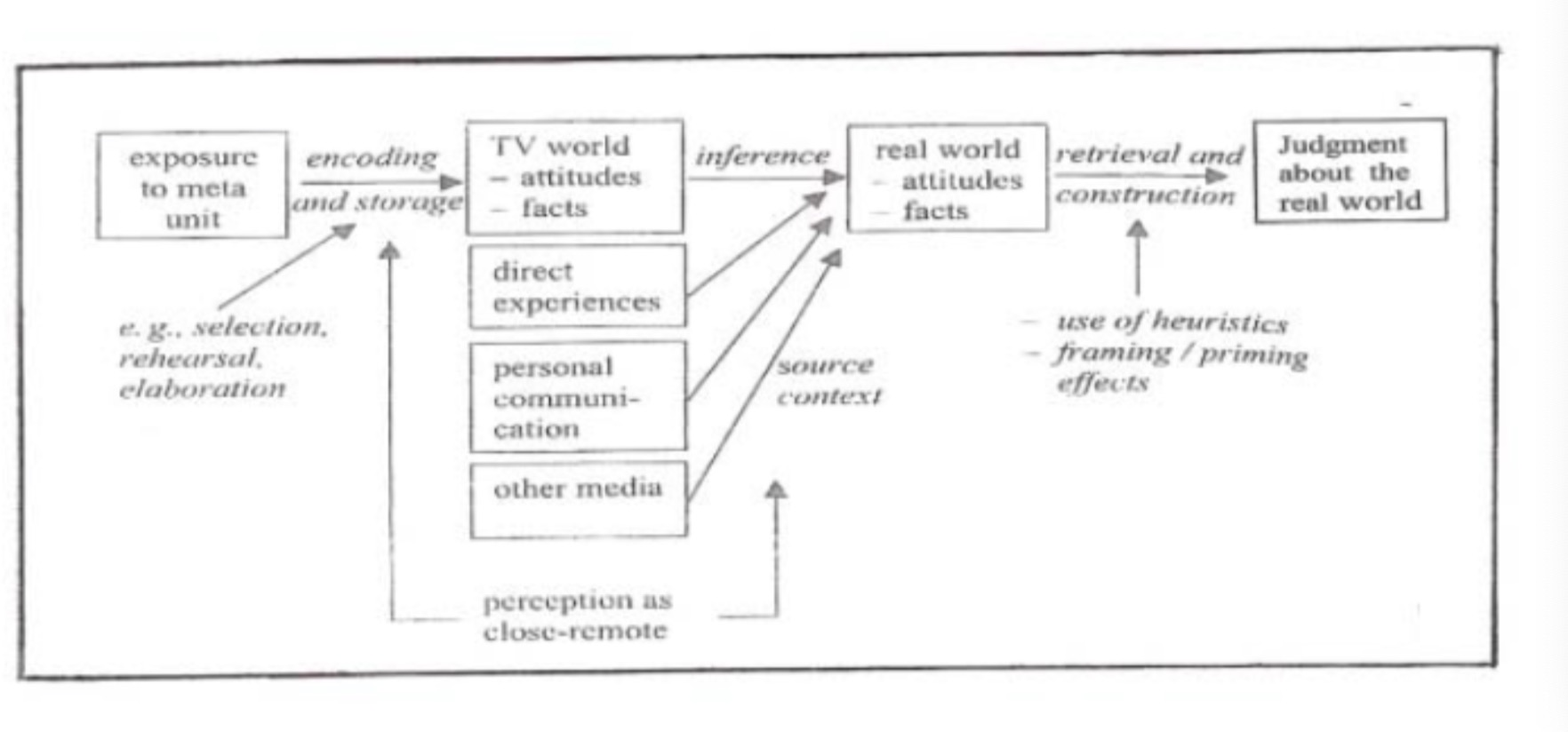
Sơ đồ tóm tắt quá trình lý thuyết gieo cấy truyền thông theo quan điểm tâm lý học.

Lý thuyết gieo cấy truyền thông là một lý thuyết xã hội học và truyền thông để nghiên cứu những tác động lâu dài của các phương tiện truyền thông, chủ yếu là truyền hình. Nó gợi ý rằng những người thường xuyên tiếp xúc với phương tiện truyền thông trong thời gian dài có nhiều khả năng nhận thức được thực tế xã hội của thế giới khi chúng được trình bày bởi các phương tiện truyền thông mà họ sử dụng, điều này ảnh hưởng đến thái độ và hành vi của họ.
Lý thuyết gieo cấy truyền thông lần đầu tiên được tạo ra bởi giáo sư George Gerbner vào những năm 1960; sau đó nó được Gerbner và Larry Gross mở rộng vào năm 1976. Gerbner đã xây dựng mô hình truyền thông đại chúng của mình vào năm 1973 bao gồm ba loại phân tích. Loại phân tích thứ ba là phân tích tu luyện được định nghĩa là các cuộc khảo sát theo chiều dọc ý kiến của mọi người về một số đối tượng nhất định với biến chính là mức độ tiếp nhận phương tiện truyền thông, chẳng hạn như xem truyền hình. Phân tích này được gọi là Lý thuyết gieo cấy truyền thông.
Lý thuyết tu luyện bắt đầu như một cách để kiểm tra tác động của truyền hình đối với người xem, đặc biệt là mức độ ảnh hưởng của bạo lực qua truyền hình đối với con người. Mệnh đề quan trọng của lý thuyết là "con người càng dành nhiều thời gian 'sống' trong thế giới truyền hình, họ càng có nhiều khả năng tin rằng thực tế xã hội phù hợp với thực tế được mô tả trên truyền hình." Bởi vì lý thuyết tu luyện giả định sự tồn tại của thực tế khách quan và nghiên cứu trung lập giá trị, nó có thể được phân loại là một phần của triết học thực chứng.
Trên thực tế, hình ảnh và thông điệp tư tưởng được truyền tải bởi các phương tiện truyền thông đại chúng ảnh hưởng rất nhiều đến nhận thức về thế giới thực. Mọi người càng sử dụng nhiều phương tiện, nhận thức của họ càng thay đổi. Những hình ảnh và thông điệp như vậy, đặc biệt khi được lặp lại, giúp mang lại nét văn hóa mà chúng thể hiện. Lý thuyết tu luyện nhằm mục đích hiểu được việc tiếp xúc lâu dài với chương trình truyền hình, với các mẫu thông điệp và hình ảnh lặp đi lặp lại của nó, có thể góp phần vào những giả định chung của các cá nhân về thế giới xung quanh họ như thế nào.
Trong một nghiên cứu năm 2004, khảo sát gần 2.000 bài báo được đăng trên ba tạp chí truyền thông đại chúng hàng đầu kể từ năm 1956, Jennings Bryant và Dorina Miron nhận thấy rằng Lý thuyết gieo cấy truyền thông là lý thuyết văn hóa được sử dụng thường xuyên thứ ba.